# فيليب كروثر
فيليب كروثر (مواليد عام 1981)  (بالإنجليزية : Philip Crowther) هو صحافي بريطاني - ألماني - لوكسمبورجي ،  معروف فيليب بكونه شخص متعدد اللغات.    يستطيع فيليب التحدث باللغات الآتية بطلاقة : الفرنسية والإسبانية والبرتغالية والإنجليزية والألمانية واللوكسمبورغية.   فيليب هو مراسل البيت الأبيض لفرانس 24 ،   كما ويعتبر مراسل دولي تابع لوكالة أسوشيتيد برس ،  وعضو في جمعية مراسلي البيت الأبيض .

## النشأة والتعليم
وُلد كروثر في لوكسمبورغ لأب بريطاني وأم ألمانية. كان والده يتحدث معه باللغة الإنجليزية فقط بينما كانت والدته تتحدث معه باللغة الألمانية فقط. تلقى تعليمه في دولة لوكسمبورغ ، الأمر الذي جعله أن يتقن - مثل أي مواطن لوكسمبرغي- جميع اللغات الأربع: الفرنسية والألمانية والإنجليزية واللوكسمبورغية. في سن الرابعة عشرة ، بدأ تعلم اللغة الإسبانية من منطلق إهتمامه بكرة القدم الإسبانية . خلال سنة الفراغ التي إتخذها بعد انهاء تعليمه في المدرسة الثانوية ، ذهب إلى برشلونة حيث تعلم هناك بعض من اللغة الكاتالونية. تعلم اللغة البرتغالية في الكلية ، ودرس في كينجز كوليدج لندن حيث تخرج بعد إكماله دراسة هسبانيات.  

## حياة مهنية
في تاريخ 25 مايو 2021 ، وهي الذكرى السنوية الأولى لمقتل جورج فلويد ، كان كروثر يقدم تقريرًا مباشرًا من مكان الحادث عندما إندلعت حادثة إطلاق عيار ناري. لم يصب فيليب بأذى في تلك الحادثة.  
في عام 2022 ، قدم فيليب تقريرًا من العاصمة كييف بست لغات مختلفة أثناء تغطيته أخبار تتعلق بالصراع الروسي الأوكراني . 

## روابط خارجية
- الموقع الرسمي